# Godzilla (film, 1954)
Pour les articles homonymes, voir Godzilla (homonymie).
Série Showa
Le Retour de Godzilla
(1955)
Série Heisei
Le Retour de Godzilla
(1984)
Pour plus de détails, voir Fiche technique et Distribution.
Godzilla (ゴジラ, Gojira) est un film  de kaijū japonais réalisé par Ishirō Honda, sorti en 1954, et dont les effets spéciaux sont assurés par Eiji Tsuburaya. C'est le pionnier d'une forme d'effets spéciaux appelée daikaiju dans laquelle un cascadeur portant un costume interagit avec des décors miniatures et il est reconnu pour avoir largement défini le modèle des tokusatsu (films à effets spéciaux). Considéré comme l'un des films de monstres les plus importants jamais réalisés, il a fait du personnage de Godzilla une icône de la culture populaire internationale. Son succès a également engendré une franchise multisupport (en), reconnue par le Livre Guinness des records comme la franchise cinématographique la plus ancienne de l'histoire, et qui compte presque 40 films à l'heure actuelle.
Produit et distribué par la Tōhō, il raconte l'histoire de mystérieux naufrages de grands navires au large de l'île d'Odo située au sud du Japon. Sur l'île en question, de terribles dégâts terrestres ont également lieu une nuit, des villageois et des maisons ayant apparemment été « écrasés depuis le haut ». La légende ancestrale locale de « Godzilla » est alors ravivée, celle d'une créature vivant sous la mer qui se réveille pour « se nourrir de l'humanité ». Les experts envoyés sur place découvrent des empreintes de pas gigantesques et de fortes traces de radioactivité. Durant leur enquête, ils sont témoins de la soudaine apparition d'un monstre, haut d'environ 50 mètres et à l'apparence d'un dinosaure, qui disparaît aussi vite qu'il est apparu. Ils prouvent qu'il s'agit d'une créature datant du Crétacé qui aurait survécu tout ce temps dans une grotte sous-marine fermée mais qui aurait récemment été libéré à cause des nombreux essais atomiques américains dans le Pacifique, cela déduit entre autres en raison de la découverte de strontium 90 dans les empreintes de pas, un élément qui ne peut être généré que par l'explosion d'une bombe atomique. Extrêmement agressif et résistant, et doté d'un « souffle atomique » en raison des radiations subies, Godzilla déjoue les tentatives de l'armée de le détruire et se déplace en direction de Tokyo. 
Le film rencontre des critiques mitigées lors de sa sortie, mais connait un succès au box-office avec 183 millions de yens de recettes, ce qui en fait le huitième plus grand succès japonais de l'année. Il remporte le prix de la Japanese Movie Association des meilleurs effets spéciaux mais pas celui du meilleur film (attribué aux Sept Samouraïs d'Akira Kurosawa, un autre film majeur du cinéma japonais, sorti la même année).
En 1956, une version « américanisée », intitulée Godzilla, King of the Monsters!, sort aux États-Unis. Elle est fortement modifiée avant cette sortie : un nouveau personnage est ajouté, celui d'un journaliste américain (Raymond Burr) qui suit toute l'histoire (de nouveaux plans de l'acteur sont tournés puis intégrés dans un nouveau montage du film), tandis que les conséquences des essais nucléaires américains dans la libération du monstre sont minimisés. Une version française existe également avec encore un nouveau montage et un doublage intégral en français (là où la version américaine sous-titrait les personnages japonais).
Sa suite, Le Retour de Godzilla, sort le 24 avril 1955.

## Synopsis
L'équipage d'un bateau de pêche japonais, le Eikō-Maru, est frappé par un éclair de lumière qui semble jaillir de l'océan, près de l'île Odo. Un message de détresse est envoyé juste avant que le bateau ne sombre. Un bateau de sauvetage, le Bingo-Maru, est envoyé pour enquêter sur l'accident, mais rencontre le même sort. Un deuxième bateau de recherche est envoyé et trouve quelques survivants dans la zone, et comme les deux autres bateaux, fait naufrage.

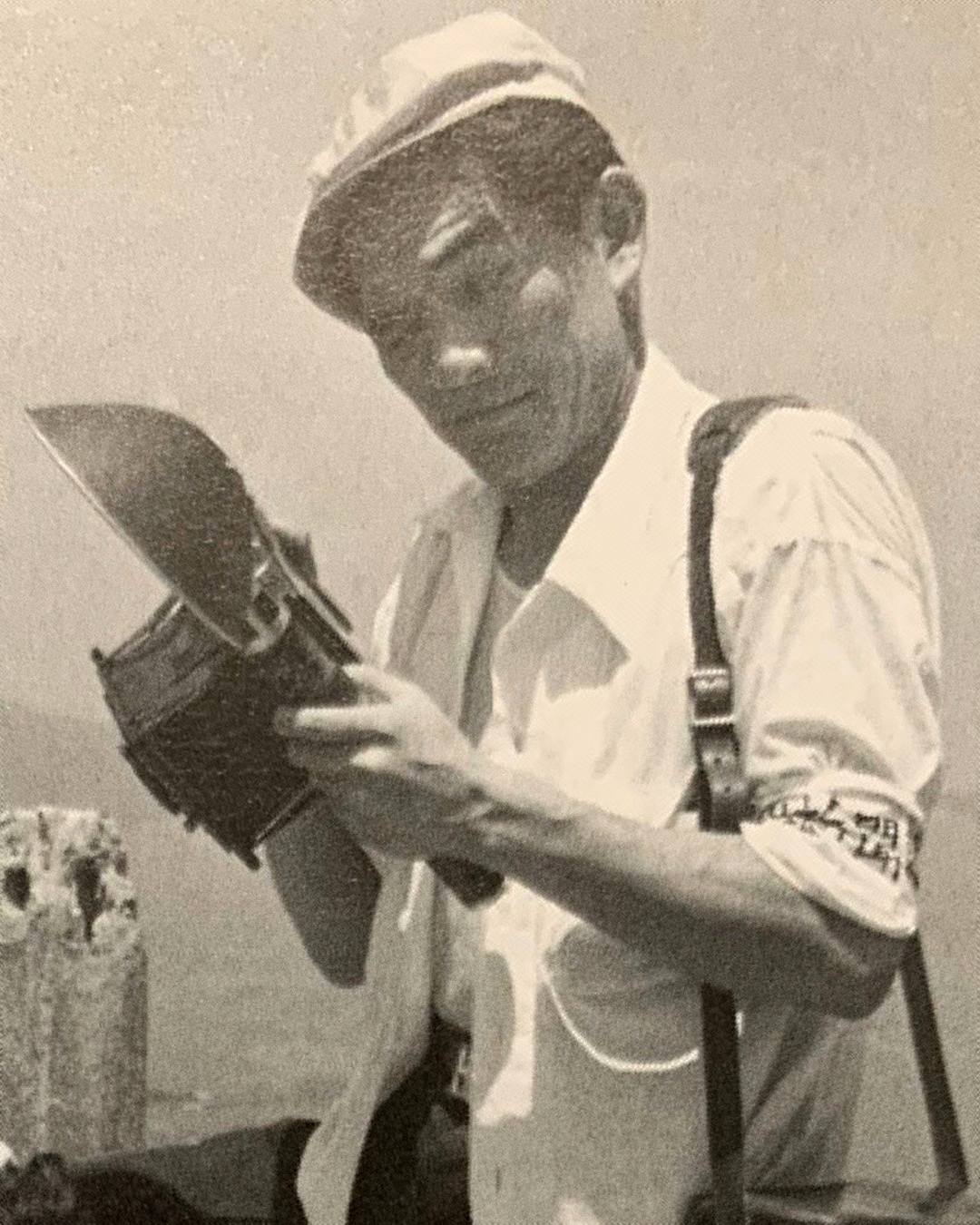
Le journaliste Hagiwara (Sachio Sakai).

Pendant ce temps, sur l'île d'Odo, les pêcheurs du village n'arrivent pas à attraper quoi que ce soit. Un aîné explique que Godzilla doit être à l'origine du problème. Selon la légende, Godzilla est un kaijū qui vit dans la mer, ne sortant de l'océan que pour se nourrir de l'humanité. Chaque fois que la pêche était maigre, les villageois sacrifiaient des femmes à Godzilla pour l'empêcher d'attaquer le village. Plus tard, un hélicoptère transportant des journalistes d'investigation (dont le reporter Hagiwara) arrive sur l'île. Les villageois croient que les récentes catastrophes dans l'océan ont été causées par Godzilla, mais les journalistes restent sceptiques. Ce soir-là, les villageois effectuent une cérémonie d'exorcisme dans l'espoir que Godzilla n'attaque pas à nouveau. En pleine nuit, une tempête frappe l'île, et une grande partie du village est détruit, les maisons comme écrasées par un géant. La famille de Shinkichi Yamada est tuée pendant la tempête et il assure que c'est l'œuvre de Godzilla.
Le lendemain, les témoins sont amenés à la Diète nationale, le Parlement japonais, à Tokyo. Un paléontologue et zoologiste, le professeur Kyohei Yamane, demande qu'une mission d'enquête soit envoyée sur l'île d'Odo. Sur place, Yamane trouve des empreintes géantes contaminées par la radioactivité et un trilobite dans l'une d'elles. Soudain, l'alarme du village retentit et les villageois s'enfuient vers les collines. Godzilla apparaît, et les villageois comprennent que le monstre est bien trop grand pour être combattu. Il retourne ensuite dans l'océan.
Revenu à Tokyo, le professeur Yamane explique, lors d'une réunion au Parlement, que Godzilla est certainement un dinosaure et qu'il a découvert que les sédiments de l'empreinte de Godzilla contenaient une quantité massive de strontium 90, élément qui ne peut provenir que d'une bombe nucléaire, suggérant ainsi que Godzilla pourrait être le produit des armes atomiques. Après la présentation de Yamane, un homme présent craint que rendre ces informations publiques puisse entraîner des conséquences fâcheuses, dans le contexte politique et social de l'époque. Une femme, quant à elle, estime que toute la vérité doit être révélée, afin que la population puisse se préparer face à la menace que représente le monstre. Un débat houleux s'engage alors au sein du Parlement. Les origines de Godzilla sont finalement révélées au public.

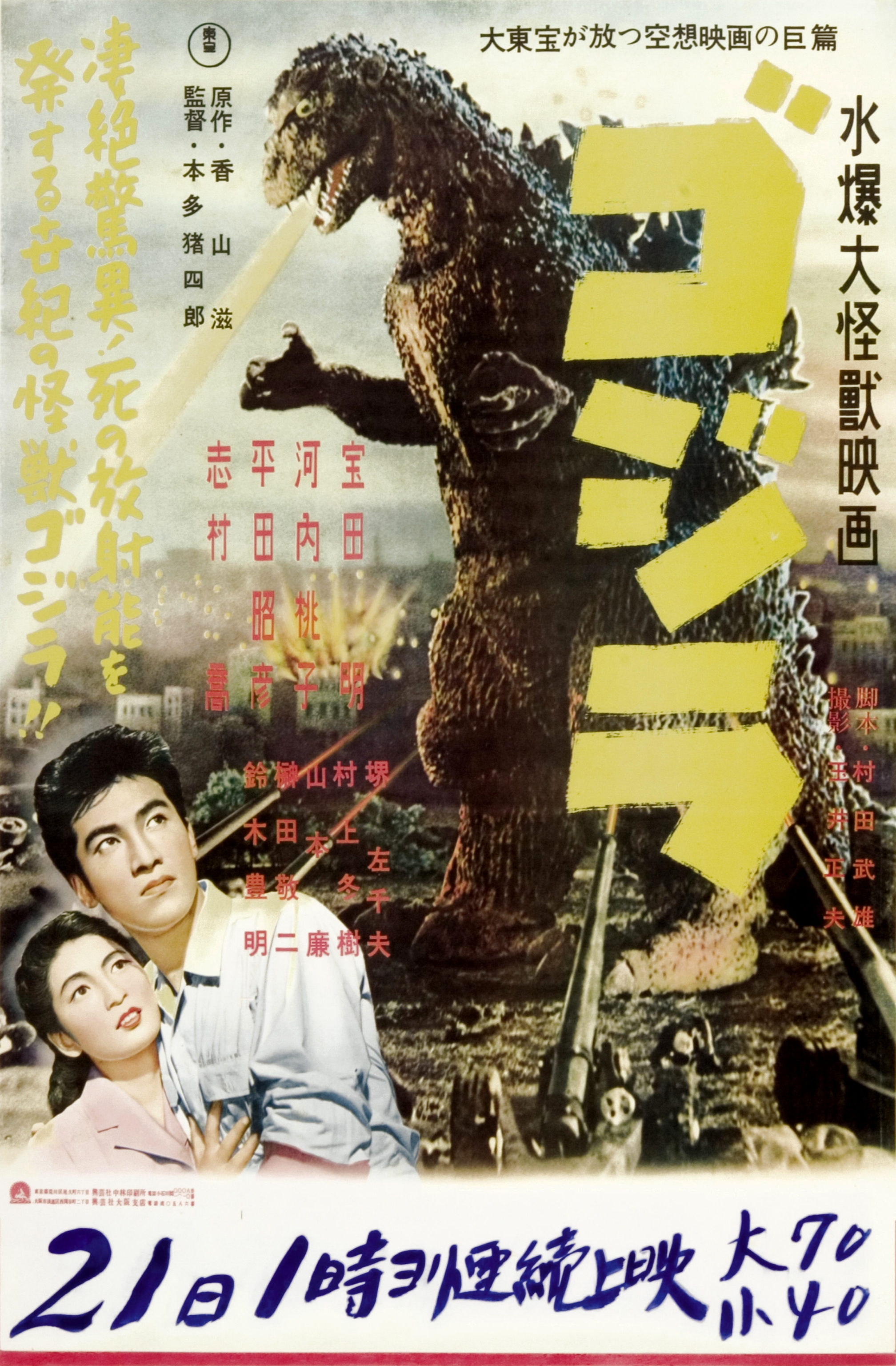
Emiko Yamane (Momoko Kōchi) dans les bras de Hideto Ogata (Akira Takarada).
Affiche japonaise régionale du film.

Dans une tentative pour tuer le monstre, une flotte anti-Godzilla est immédiatement envoyée et utilise des charges explosives sous-marines contre Godzilla, sans le moindre résultat. Cette opération est menée contre l'avis du professeur Yamane, qui souhaite étudier Godzilla et non le tuer. Cette nuit-là, Godzilla apparaît tout à coup dans la baie de Tokyo pendant quelques minutes et retourne dans l'océan, mais sa brève apparition provoque la panique à l'échelle nationale. Le lendemain matin, les fonctionnaires demandent au professeur Yamane un moyen pour tuer le monstre, mais ce dernier explique que Godzilla a déjà survécu à une énorme quantité de rayonnement, et estime qu'il devrait être étudié pour voir ce qui le maintient en vie.
La fille de Yamane, Emiko Yamane, est engagée par le docteur Daisuke Serizawa, un collègue de Yamane, qui est amoureux d'elle, mais celle-ci en aime un autre, le lieutenant Hideo Ogata de la compagnie Nankai Steamship Company. Lorsqu'elle rend visite à Serizawa pour lui dire qu'elle aime Ogata, et souhaite rompre ses fiançailles avec lui, Serizawa lui révèle son sombre secret. Il a involontairement créé un dispositif qui peut détruire toute vie dans la mer alors qu'il effectuait des expériences sur l'élément oxygène. Ce dispositif, appelé le « Destructeur d'oxygène », est plus puissant que toute arme nucléaire. Il fait à Emiko une démonstration dans son laboratoire, en utilisant le dispositif dans un aquarium à poissons. Tous les poissons sont pulvérisés, laissant seulement leurs squelettes. Choquée par cette découverte, Emiko laisse Serizawa, promettant de ne dire à personne ce qu'elle a vu, et est incapable de lui dire qu'elle voulait rompre.
Cette nuit-là, Godzilla jaillit de la baie de Tokyo et attaque la ville de Shinagawa. Bien que relativement courte, l'attaque du monstre provoque beaucoup de dégâts et de morts. L'armée décide alors de construire le long de la côte de Tokyo un rempart de défense, constitué de pylônes électriques de 30 mètres de haut et de 50 000 volts, destinée à électrocuter Godzilla s'il devait revenir. Les civils sont ensuite évacués de la ville et l'armée prépare un blocus le long de la ligne de clôture.

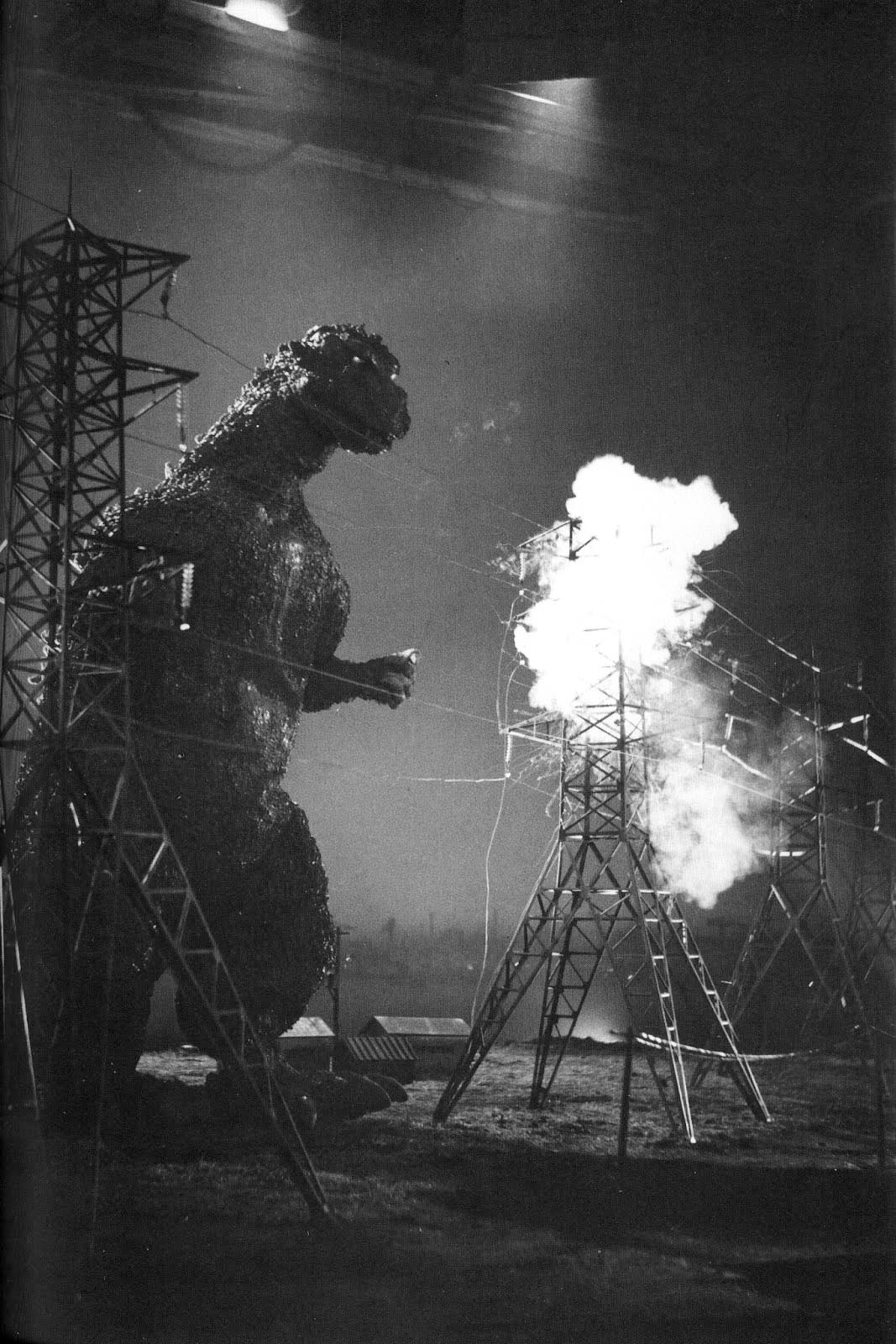
Godzilla devant le rempart des pylônes électriques.
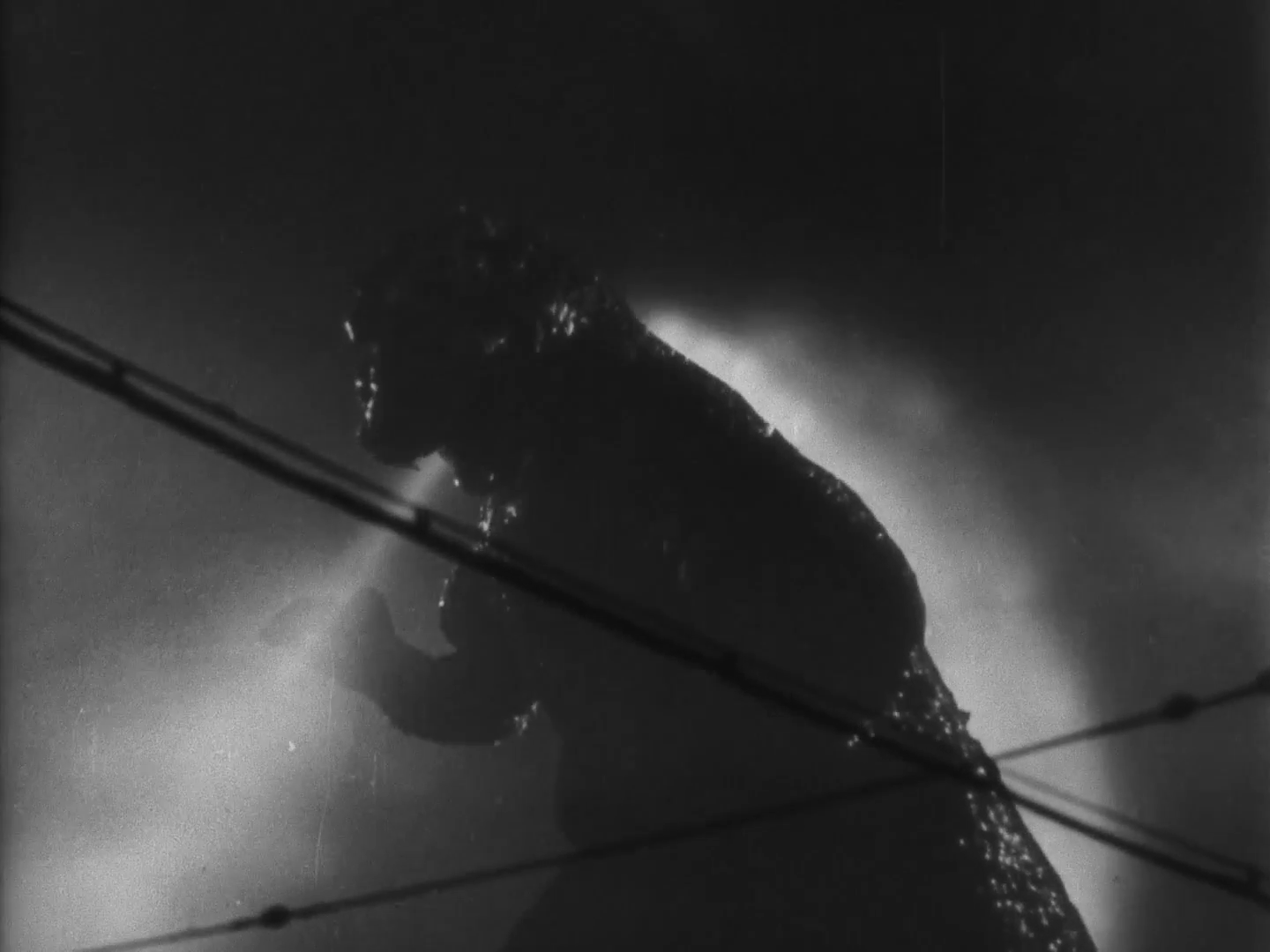
Godzilla utilise son souffle atomique.
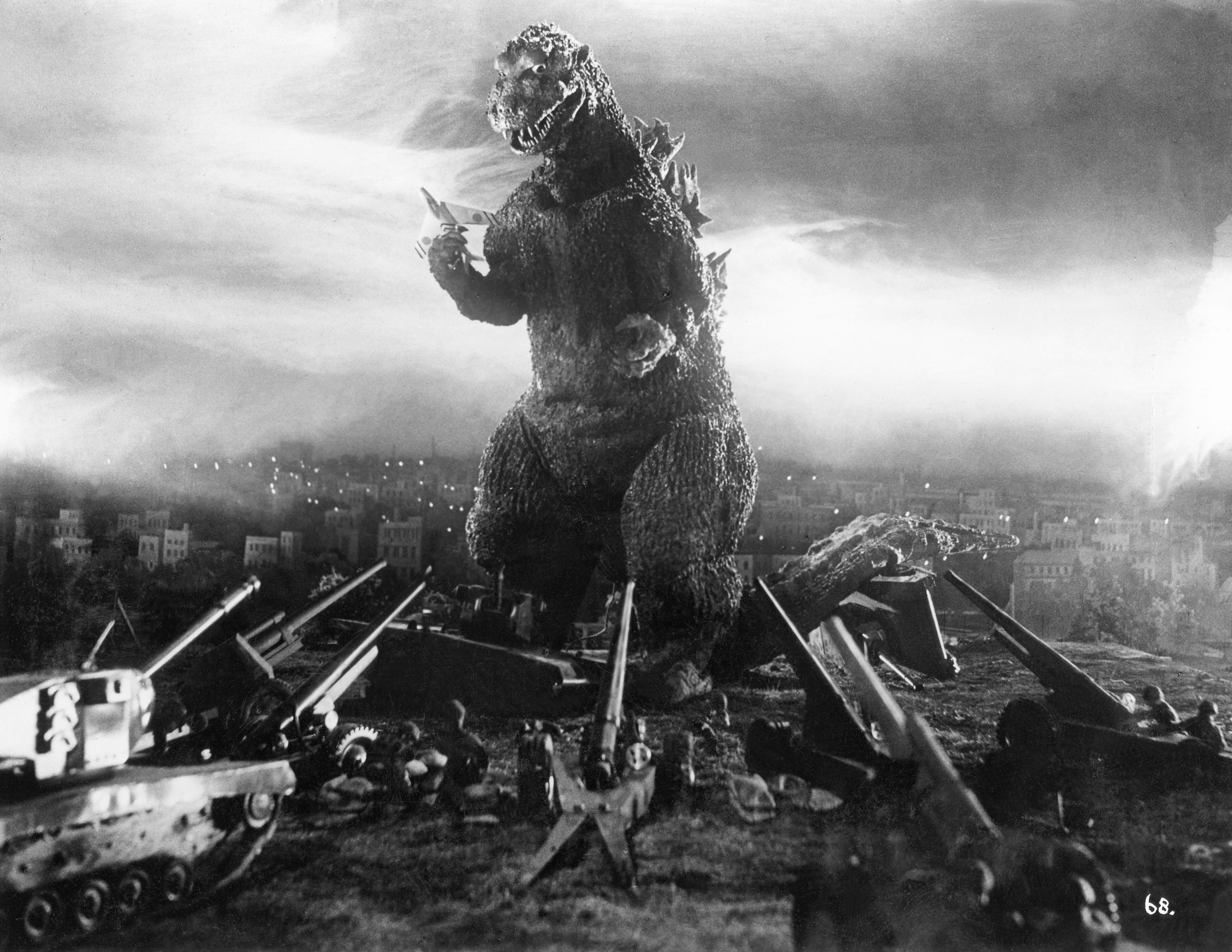
Les Forces japonaises d'autodéfense face au monstre.

La nuit tombée, Godzilla resurgit de la baie. Le monstre se heurte à la clôture électrique géante et la fait fondre avec son souffle atomique. Les assauts de l'armée n'ont guère plus d'effet contre Godzilla qui ravage Tokyo avant de retourner dans la baie. Le lendemain matin, la ville est en ruine. Les hôpitaux sont envahis par les victimes, dont beaucoup ont été exposées à de fortes doses de rayonnement. Emiko, voyant les nombreuses victimes de l'attaque de Godzilla, explique alors à Ogata le sombre secret de Serizawa, espérant pouvoir convaincre celui-ci de faire quelque chose contre Godzilla.

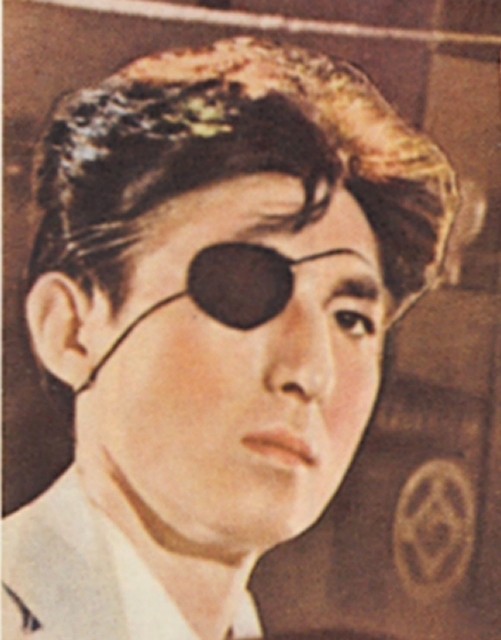
Le professeur Daisuke Serizawa (Akihiko Hirata).

Ogata et Emiko rendent visite à Serizawa pour lui demander d'utiliser le destructeur d'oxygène contre Godzilla. Jugeant son arme trop dangereuse, Serizawa refuse et se précipite vers son sous-sol pour la détruire, poursuivi par Ogata et Emiko qui veulent l'en l'empêcher. Un combat entre Ogata et Serizawa s'engage, et Ogata est blessé à la tête. Alors qu'Emiko le soigne, Serizawa s'excuse. Ogata tente de convaincre Serizawa qu'il est le seul à pouvoir sauver le monde. Les arguments d'Ogata et d'Emiko, ainsi qu'un programme de télévision diffusé en direct, montrant la dévastation et les décès causés par Godzilla, ainsi que des prières pour l'espoir et la paix, finissent par convaincre Serizawa d'utiliser son dernier destructeur d'oxygène. Mais avant cela, et parce qu'elle est presque aussi dangereuse et destructrice que Godzilla lui-même, il détruit toutes les documents concernant ses recherches, pour qu'elles ne tombent pas entre de mauvaises mains.

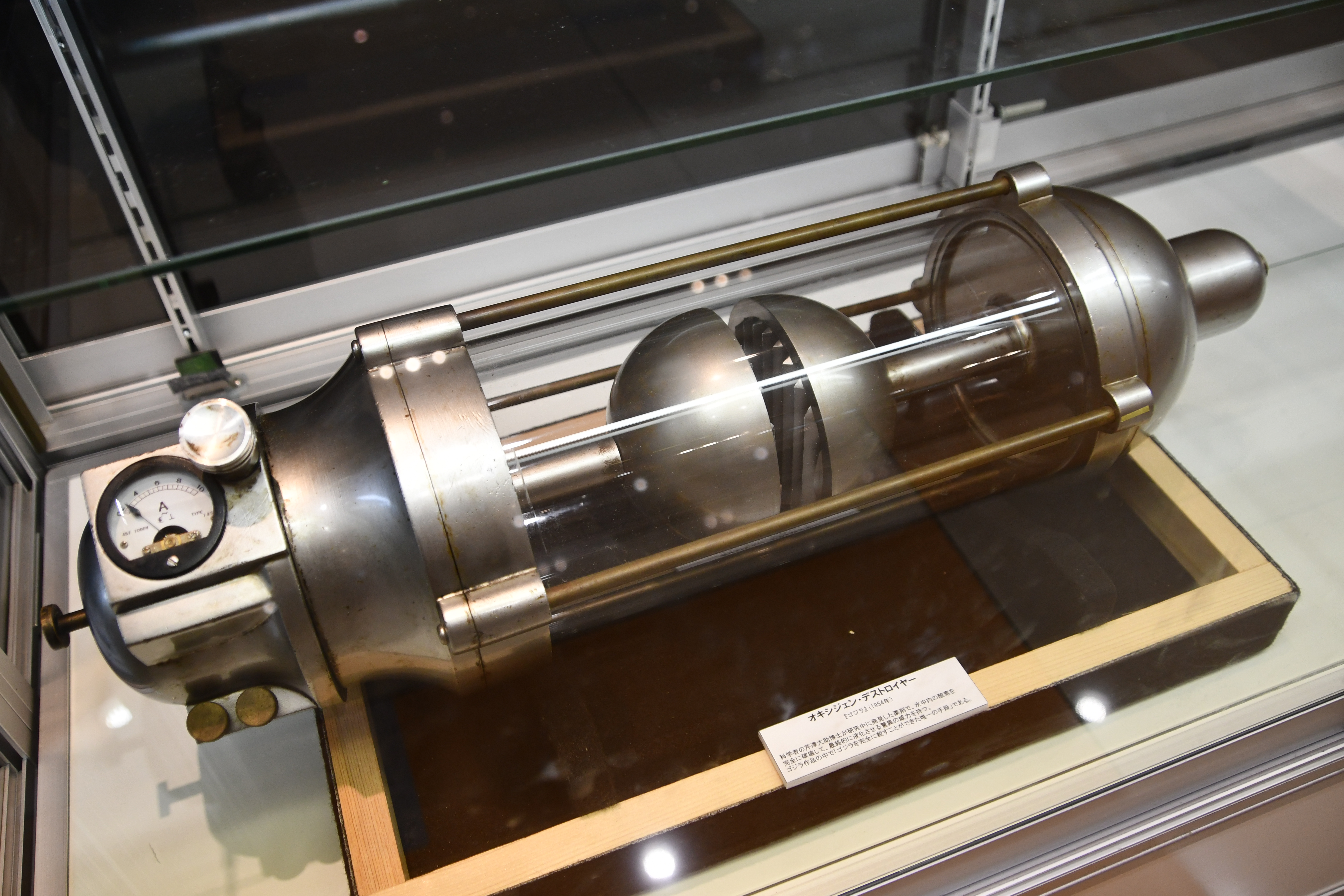
Le « destructeur d'oxygène » utilisé contre Godzilla.

Le lendemain, un navire de la marine embarque Ogata et Serizawa pour la baie de Tokyo. Ogata se porte volontaire pour acheminer l'arme au fond de l'océan, mais pour s'assurer que son dispositif soit utilisé correctement, Serizawa demande à être équipé lui aussi d'un scaphandre. Ogata refuse d'abord, mais finit par accepter s'ils descendent ensemble pour une reconnaissance. Au cours de leur plongée, Ogata et Serizawa découvrent Godzilla qui se déplace lentement au fond de l'océan, et qui ne prête aucune attention aux deux plongeurs. Alors qu'Ogata remonte vers la surface, Serizawa coupe son cordon pour empêcher qu'on le hisse vers la surface. Il active le destructeur d'oxygène afin de tuer le monstre, tout en se sacrifiant pour que le secret de l'arme terrible disparaisse avec lui. Godzilla remonte à la surface, laisse échapper un dernier rugissement, coule et meurt.
Bien que Godzilla soit mort, l'ambiance est encore morose. Tous les passagers à bord du navire se tournent vers le soleil et saluent le sacrifice de Serizawa. Le professeur Yamane pense qu'il est peu probable que Godzilla soit le seul de son espèce et que, si les essais nucléaires continuent, un autre Godzilla apparaîtra probablement quelque part dans le monde.

### Île d'Odo
L'île d'Odo (ou île d'Ohto) est un village de pêcheurs du sud du Japon d'où Godzilla reçoit son nom. Cette île, faisant probablement partie des îles Izu, figure aussi dans le premier Godzilla et reste référencée dans quelques films suivants. Gojira était une légende archaïque des insulaires Odo. Dans « l'ancien temps », selon un ancien, quand la pêche était maigre les villageois sacrifiaient de jeunes vierges pour apaiser la faim du monstre marin. Lorsque les navires ont commencé à faire inexplicablement naufrage au large de la côte de l'île d'Odo en 1954, les indigènes ont effectué une cérémonie de purification, le dernier vestige des anciennes traditions, dans un village temple. Odo est le premier endroit où le kaijū est connu pour être venu à terre. Le paléontologue Kyohei Yamane est élu pour le nommer « Gojira » d'après la légende.

## Fiche technique
- Titre : Godzilla
- Titre original : ゴジラ (Gojira?)
- Réalisation : Ishirō Honda

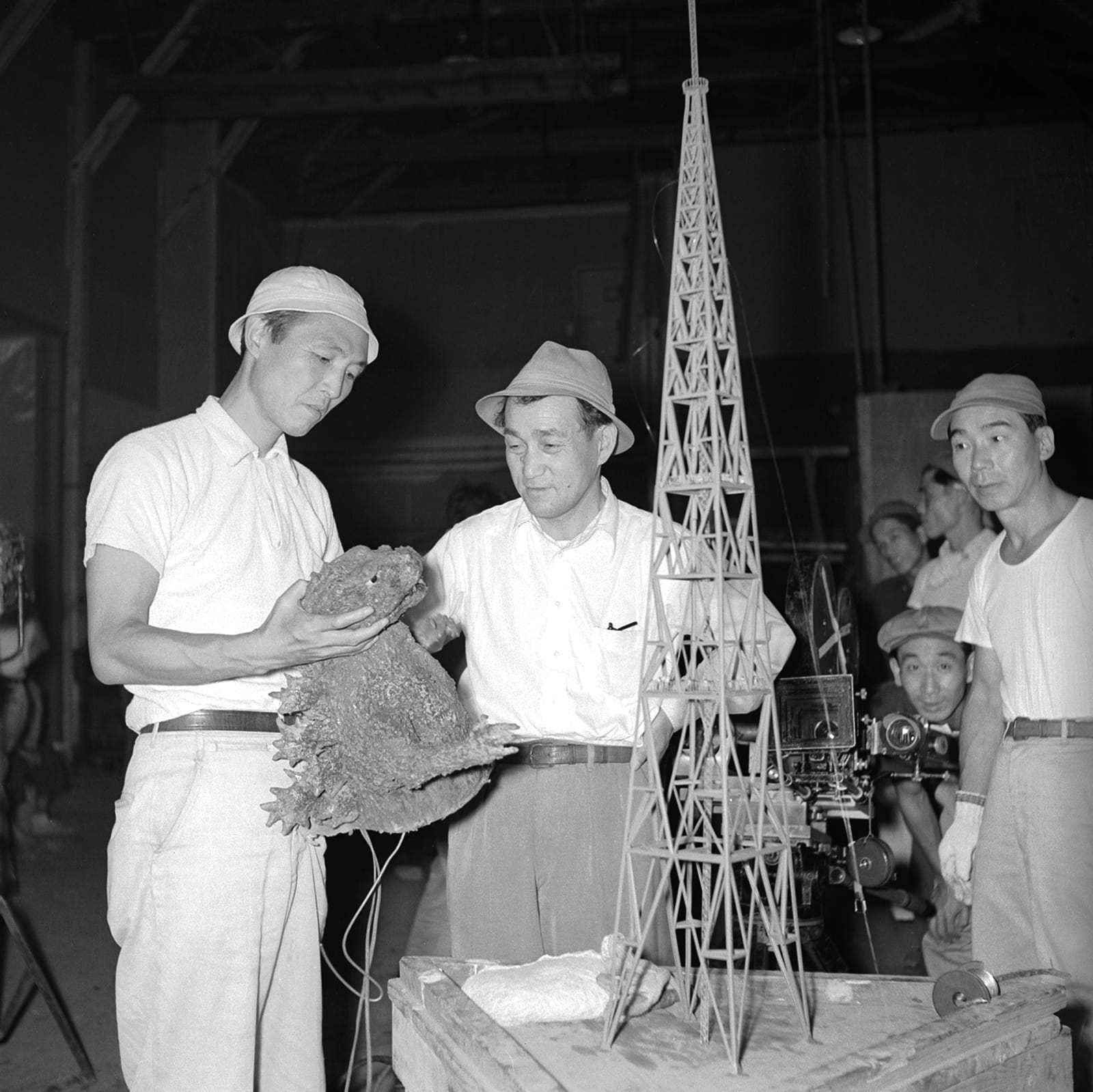
Ishirō Honda et Eiji Tsuburaya sur le tournage du film.

- Scénario : Ishirō Honda et Takeo Murata
- Musique : Akira Ifukube
- Photographie : Masao Tamai
- Montage : Kazuji Taira
- Décors : Satoshi Chuko et Takeo Kita
- Effets spéciaux : Eiji Tsuburaya
- Production : Tomoyuki Tanaka
- Société de production : Tōhō
- Monstres : Godzilla
- Budget : 1 million de dollars
- Recettes : 9,6 millions d'entrées[1]
- Pays d'origine :  Japon
- Langue originale : japonais
- Format : noir et blanc - 1,37:1 - son mono - 35 mm
- Genre : science-fiction, kaijū eiga
- Durée : 97 minutes[3] (métrage : dix bobines - 2 663 m[3])
- Dates de sortie : 
  - Japon : 3 novembre 1954[3]
  - France : 15 mars 1957[4]
- Affiche : Enzo Nistri (Italie)

## Distribution

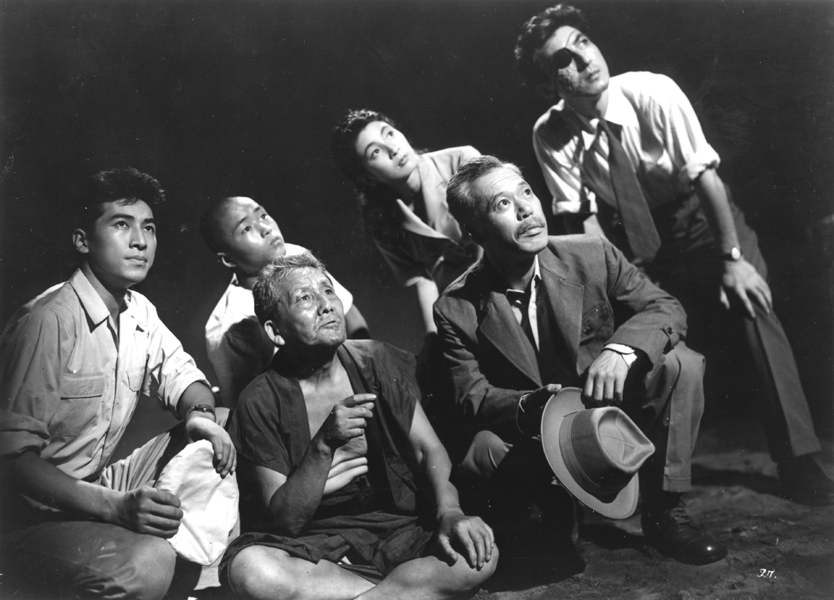
De gauche à droite : Hideto Ogata (Akira Takarada), Shinkichi (Toyoaki Suzuki), le vieux pêcheur de l'île d'Odo (Kokuten Kōdō), Emiko Yamane (Momoko Kōchi), le professeur Kyohei Yamane (Takashi Shimura) et le professeur Daisuke Serizawa (Akihiko Hirata).

- Akira Takarada  (V.F : Michel François) : Hideto Ogata
- Momoko Kōchi  (V.F : Raymonde Royer) : Emiko Yamane
- Akihiko Hirata  (V.F : Roland Menard) : le professeur Daisuke Serizawa
- Takashi Shimura (V.F : René Blancard)  : le professeur Kyohei Yamane
- Fuyuki Murakami : le professeur Tanabe
- Sachio Sakai : le journaliste Hagiwara
- Toranosuke Ogawa : le directeur de la société Nankai
- Miki Hayashi : le président du comité
- Takeo Oikawa : le chef des secours
- Seijirō Onda : le parlementaire Oyama
- Tsuruko Mano : la mère de Shinkichi
- Toyoaki Suzuki : Shinkichi, le jeune frère de Masaji
- Ren Yamamoto : le pêcheur Masaji
- Kokuten Kōdō : le vieux pêcheur
- Kin Sugai : Ozawa-san
- Kenji Sahara (en)
- Raymond Burr  (V.F : Jean Violette) : Steve Martin (uniquement dans la version américaine)

## Autour du film
Dans les années 1950, divers projets de films fantastiques sont mis en chantier par les studios de cinéma. En 1952, la re-sortie mondiale sur grand écran de King Kong connaît un franc succès au box-office. Le Français Eugène Lourié réalise ainsi Le Monstre des temps perdus (The Beast from 20,000 Fathoms), où un dinosaure, tiré de son sommeil par des essais nucléaires, gagne New York avant d'être abattu par les militaires. 

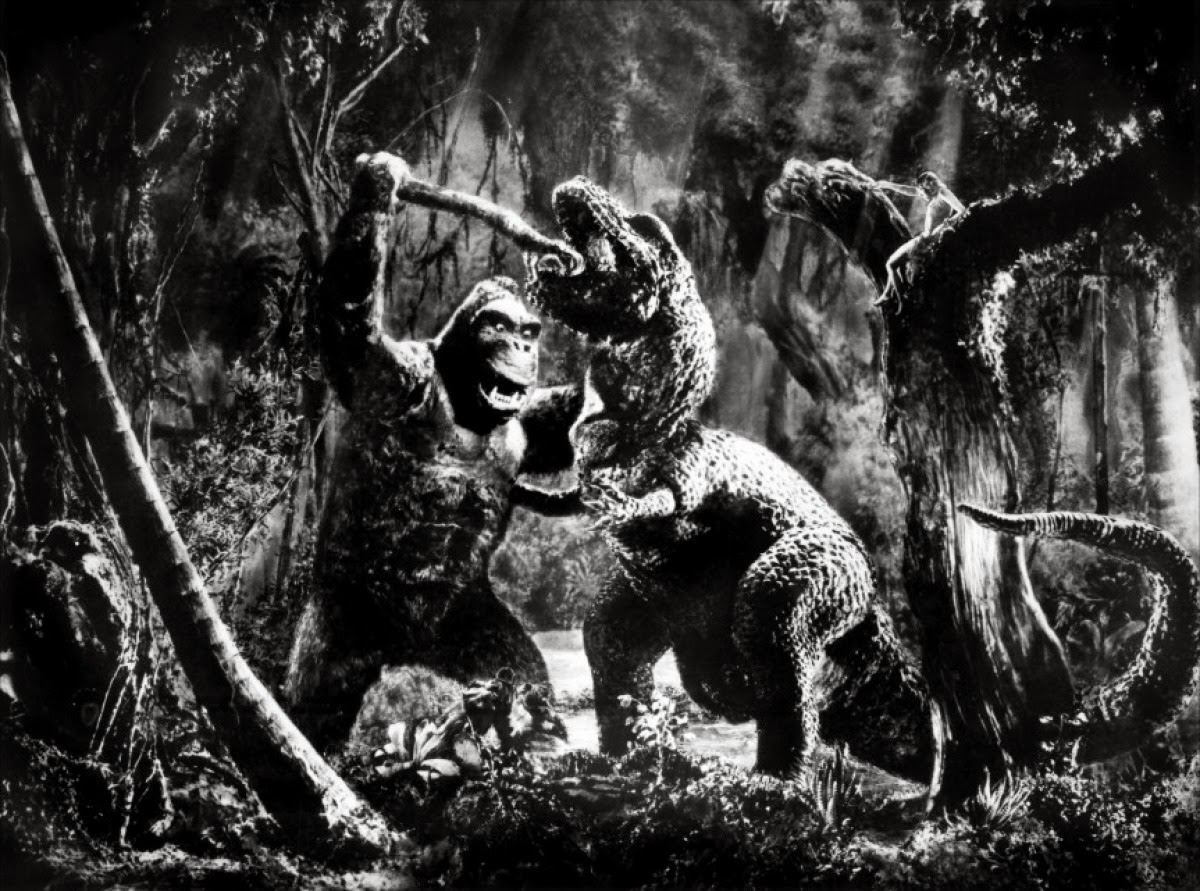
King Kong combattant un tyrannosaure. Photographie publicitaire du film américain King Kong (1933).
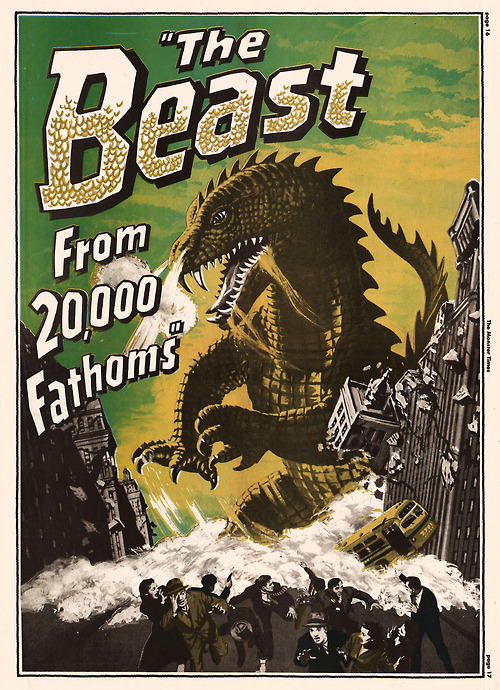
Affiche du film américain Le Monstre des temps perdus (1953).

Au même moment, le producteur Tomoyuki Tanaka pense à réaliser un kaijū eiga (怪獣映画, litt. « film de monstres au Japon »). Dans la phase préparatoire, la bête est décrite comme « un croisement entre un gorille et une baleine » en référence à sa taille, sa force et ses origines aquatiques. Le nom Gojira (ゴジラ), combinaison des mots gorira (ゴリラ, "gorille") et kujira (鯨 (くじら), "baleine") est né. Une autre origine évoquée serait que Gojira était le surnom d'un stagiaire machiniste au studio Tōhō à l'époque, un certain Shirô Amikura. Un des noms potentiels pour Godzilla a été Anguirus. Il sera utilisé dans le deuxième film pour un autre monstre. Le titre de base était Katei niman mairu karakita no dai-kaijū (« le grand monstre venu de 20 000 lieues sous les mers »). Mais ce titre est abandonné. Le script fut alors tout simplement désigné par « G » signifiant « Giant ». 
Pour incarner le monstre, on utilise une technique propre au genre : un cascadeur dans un costume. Le sculpteur Sadami Toshimitsu construit trois prototypes, un seul sera retenu sous la supervision de Eiji Tsuburaya, spécialiste des effets spéciaux. L'homme dans le costume de latex, Haruo Nakajima, est filmé au ralenti pour accentuer l'impression de lourdeur et de gigantisme du monstre. On utilise également une marionnette animée ainsi qu'une figurine mécanique radiocommandée.
L'apparence approximative de Godzilla, indépendamment de la conception de la combinaison utilisée par l'acteur, est celle d'un gigantesque dinosaure mutant avec des écailles rugueuses et bosselées de couleur gris anthracite, une queue puissante, longue et dentelée, et de longues épines dorsales. Godzilla est une « chimère » inspirée de divers reptiles préhistoriques, dont les descriptions ont été glanées dans des livres de dinosaures pour enfants et des illustrations à partir d'un numéro du magazine Life : Godzilla a la tête et le bas du corps d'un tyrannosaurus, une triple rangée de plaques dorsales qui rappellent un stégosaure, le cou et les avant-bras des iguanodons et la queue et la texture de la peau d'un crocodile.

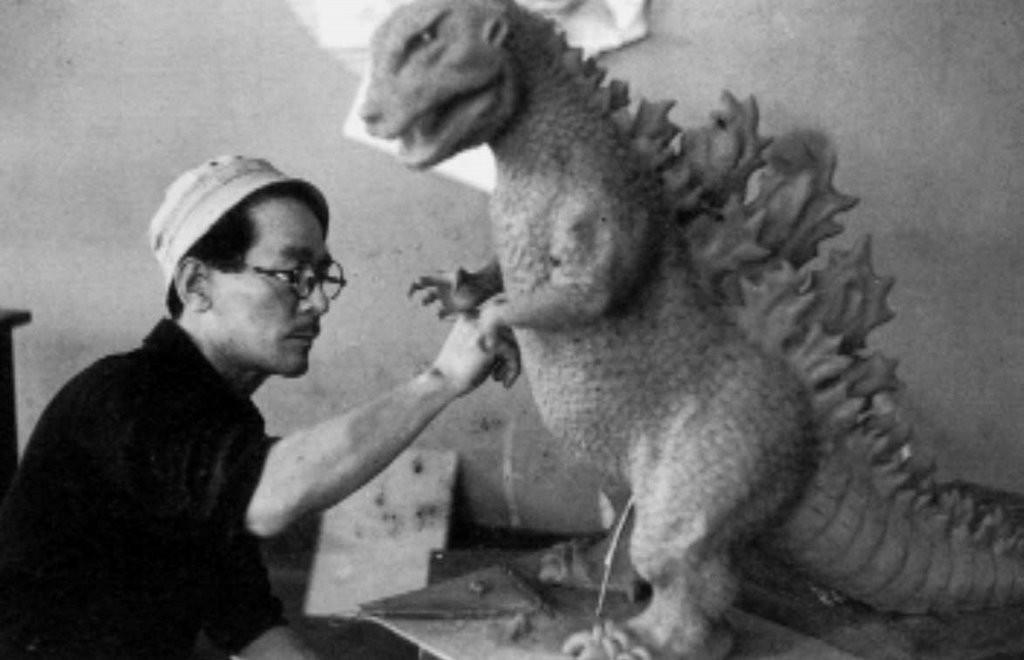
Le sculpteur Toshimitsu élaborant un prototype de Godzilla.
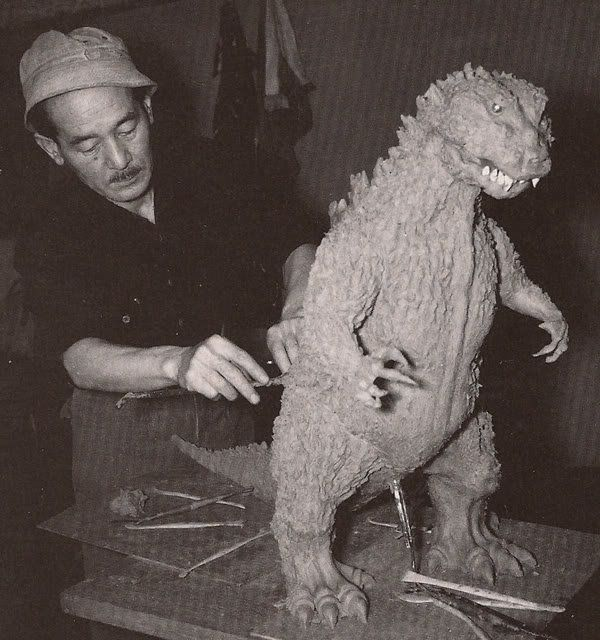
Toshimitsu concevant le modèle définitif du monstre.
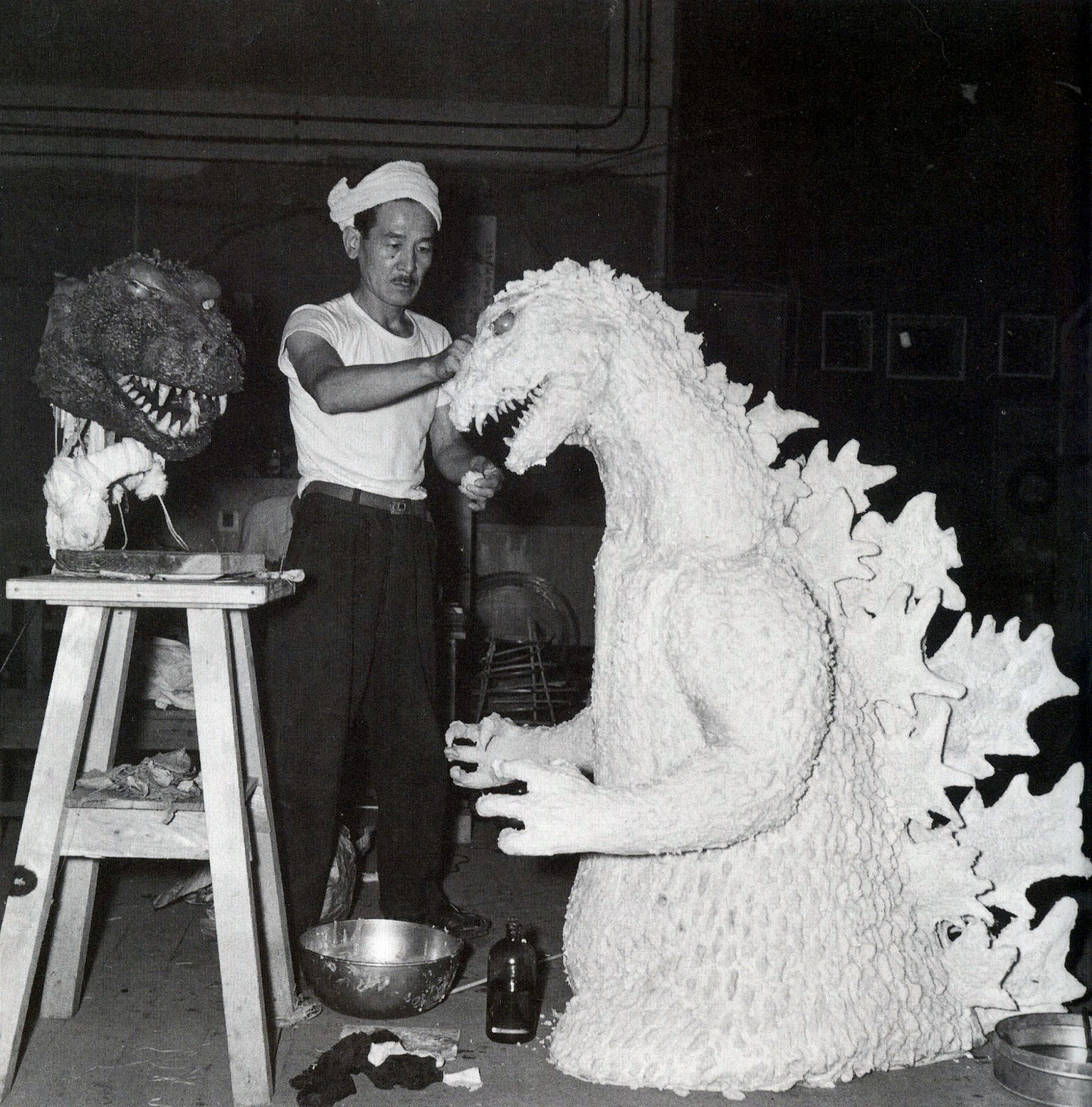
Toshimitsu travaillant sur le costume de Godzilla.

Le tournage a lieu à Toba et Tokyo sous la direction d'Ishirō Honda en 1954, avec Akira Ifukube à la musique (dans le générique de la version française, on note une regrettable erreur de transcription : il est écrit "Akira Hukude"). Ce film est un très gros succès au Japon avec plus de 9 millions de spectateurs.
- Le costume de Godzilla pesait 91 kilos.
- Les mouvements des yeux et de la bouche du monstre étaient opérés par trois câbles sortant par son dos (deux pour les yeux, un pour la bouche).
- Le cri de Godzilla fut inventé par Akira Ifukube en frottant un gant en cuir couvert de résine sur une corde de contrebasse et en jouant sur la réverbération.
- Ishirō Honda fait une apparition dans le film, il s'agit de l'homme qui actionne le levier quand l'armée envoie 300 000 volts sur Godzilla.
- Dans la scène où les troupes de la FJA rejoignent la côte pour affronter Godzilla, il s'agit réellement des Forces d'autodéfense japonaises qui avaient été filmées par Honda lors d'une manœuvre.
- Lors de sa première apparition Godzilla devait avoir une vache entre les dents mais la scène fut coupée par Honda qui ne la trouvait pas assez réaliste.

## Version internationale:Godzilla, King of the Monsters!(1956)

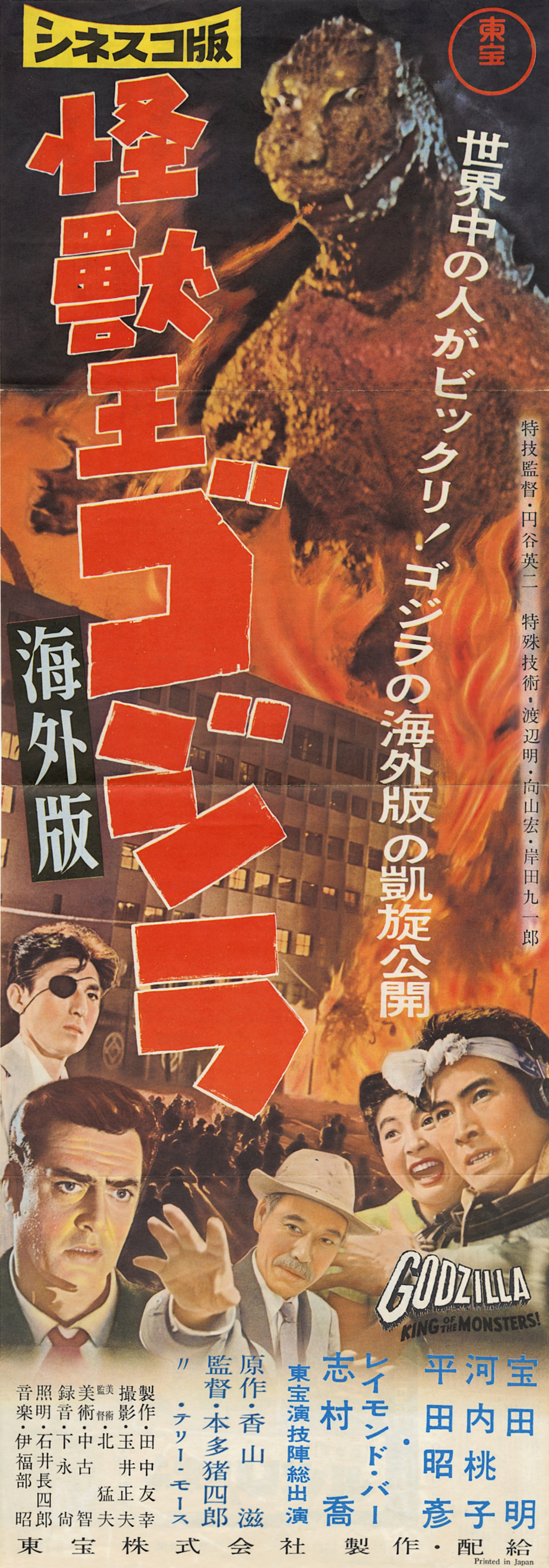
Affiche japonaise de la version américaine. Raymond Burr apparaît au premier plan, à gauche.

Cette version américaine de 1956 bénéficie d'un montage différent du film original japonais, en se focalisant sur un reporter américain joué par Raymond Burr.
En 1955, la Tōhō revend les droits de Gojira à la compagnie américaine Transworld Pictures. Le film est rebaptisé Godzilla, King of the Monsters ! et devient le premier long métrage japonais à être doublé. Les producteurs décident de remonter le film en réalisant de nouvelles scènes, pour présenter le récit du point de vue "occidental", avec l'acteur Raymond Burr. Avec les scènes additionnelles et d'autres supprimées, Godzilla dure seulement 81 min contre 98 pour la version originale japonaise. Ce second montage minimise l'implication des essais nucléaires américains dans la création du monstre.
La version présentée en France au cinéma avec un doublage français correspond à un troisième montage ou la plupart des scènes avec Raymond Burr ont été retirées et des passages inédits dans la version américaine réintégrés. Le doublage français modifie aussi la profession et le rôle de certains personnages, celui de Raymond Burr devient journaliste du New York Herald au lieu du United World News ; le personnage de Akira Takarada devient le disciple du professeur au lieu d'être capitaine d'un navire ; et contrairement à la version américaine qui garde les personnages japonais dans leur langue originale sous-titrée, le film est intégralement doublé. En France, il a fallu attendre 1997 pour que les éditions HK Video, label créé par Christophe Gans, commercialisent une VHS avec le montage original en version originale sous-titrée en français.